# Ковбасюк, Андрей Никитич
 Андрей Никитич Ковбасю́к (14 декабря 1903 — 23 июля 1963, Киев) — советский украинский партийный и государственный деятель, председатель исполнительного комитета Каменец-Подольского областного Совета депутатов трудящихся (1940—1948).

## Биография
Член ВКП(б) с 1927 года. До 1938 года работал директором Орынинской машинно-тракторной станции Каменец-Подольской области.
С 1938 года — на партийной работе, до ноября 1939 года являлся секретарём Ярмолинецкого районного комитета КП(б) Украины (Каменец-Подольская область).
В ноябре 1939 года был назначен председателем Организационного комитета Президиума Верховного Совета Украинской ССР по Каменец-Подольской области
С января 1940 по 1948 год — председатель исполнительного комитета Каменец-Подольского областного Совета депутатов трудящихся.
Участник Великой Отечественной войны. В 1941—1943 годах — уполномоченный Военного Совета Южного и Юго-Западного фронта.
В 1948—1950 годах работал директором совхоза в Днепропетровской области.
С 1950 года до ухода на пенсию — председатель исполнительного комитета Васильковского районного совета депутатов трудящихся Днепропетровской области.
Депутат Верховного Совета СССР 2-го созыва.

## Награды и звания
- Орден Ленина (1939, за выдающиеся успехи в сельском хозяйстве, и в особенности за перевыполнение планов основных сельскохозяйственных работ).
- медаль «За оборону Кавказа»
- медаль «За оборону Сталинграда»
- медаль «За победу над Германией в Великой Отечественной войне 1941—1945 гг.»
- медали СССР